# Michał Puchała
Michał Puchała (ur. 29 września 1988 we Wrocławiu) – polski multiinstrumentalista, kompozytor, producent muzyczny, wokalista i autor tekstów.

## Działalność muzyczna
Współzałożyciel wrocławskiej formacji PUCH oraz nieistniejących M.A.S.S. i Marylin Nomore. W latach 2013-2018 członek poznańskiego zespołu Muchy, z którym jako gitarzysta, klawiszowiec i wokalista występował na czołowych festiwalach, takich jak Festiwal w Jarocinie, Orange Warsaw Festival, OFF Festival. Wraz z Marcinem Borsem, współtwórca kolektywu artystycznego Saints of Suburbia. 
Autor muzyki do spektakli teatralnych:
- Poskromienie złośnicy, Teatr Zagłębia, premiera: 2022. Muzyka: Michał Puchała i Jacek Sotomski. Spektakl został laureatem nagrody dziennikarzy podczas 26. Festiwalu Szekspirowskiego w Gdańsku[3].
- Na prochach, Teatr Syrena, premiera: 2025. Muzyka i produkcja nagrań: Michał Puchała i Jacek Sotomski[4].

## Dyskografia
Albumy studyjne:
- Muchy, Karma Market, Universal Music Polska, 2014[5]
- Muchy, Powracająca Fala, Universal Music Polska, 2015[6]
- Muchy,  Reakcja Łańcuchowa (Muzyka Z Filmu), Universal Music Polska, 2017[7]

## Rodzina
Syn Marka Puchały, perkusisty grupy Klaus Mitffoch i dyrektora BWA Wrocław w latach 2002-2020. Wnuk Reginy i Aleksandra Puchałów, projektantów Huty Szkła „Julia” w Szklarskiej Porębie.